# Ривьера-6
«Ривье́ра-6» — государственная летняя резиденция в России, ставшая при Владимире Путине и Дмитрии Медведеве одной из официальных резиденций Председателя Правительства РФ. Она расположена всего в 2 км от центра Сочи. В то время, когда премьер-министр в ней отсутствует, она эксплуатируется Федеральной службой охраны. «Ривьера-6» удобно расположена рядом с парком «Ривьера».

## История
В советское время резиденция размещалась в двухэтажном корпусе у моря, построенном в 1930-х годах. В то время резиденция использовалась для проведения мероприятий, связанных с внешней, а также внутренней политикой СССР.
16 мая 2009 года здесь прошла встреча Премьер-министра Турции Эрдогана и Премьер-министра России Путина.
До 2012 года Д. Медведев ни разу не останавливался в Ривьере-6. В 2012 году после победы Владимира Путина на выборах Президента РФ, премьер Д. А. Медведев сделал в резиденции обширный ремонт, с грандиозной постройкой нового здания почти у самого берега, а также с благоустройством территории почти всей резиденции. Переезд Медведева сюда задержался до осени. В реконструкции «Ривьеры-6» принимал участие Зияд Манасир. Ремонт был закончен в августе 2013 года, а Медведев публично появился здесь 8 августа.
Ныне «Ривьера-6» обнесена большим забором, а на городском пляже «Ривьера» постоянно находятся сотрудники ФСО, которые, по словам многих местных жителей, мешают пользоваться муниципальным пляжем